# مارفن غلين شيلدز
مارفن غلين شيلدز (بالإنجليزية: Marvin Glenn Shields)‏ هو عسكري أمريكي، ولد في 30 ديسمبر 1939 في بورت تاونسند في الولايات المتحدة، وتوفي في 10 يونيو 1965 في دونغ زواي ‏ في فيتنام.